# Sebiumeker

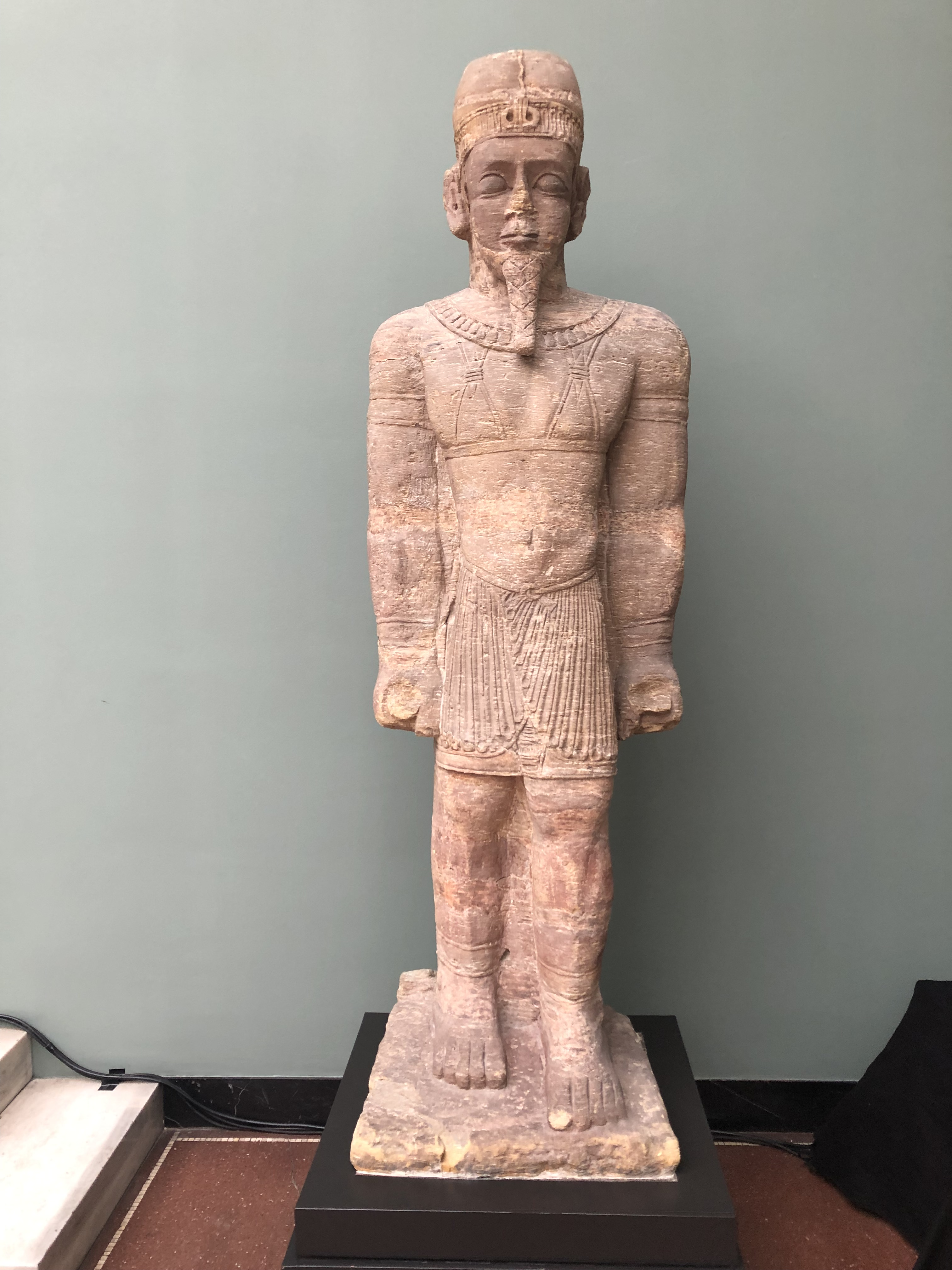
Sebiumeker-Statue im Carlsberg Museum

Sebiumeker war der nubisch-meroitische Schöpfergott.
Sebiumeker war der königliche Schöpfergott der Meroiten, bezeichnet als Herr von Musawwarat. Sein Partner war Arensnuphis. Gemeinsam mit Arensnuphis und Amun bildete er eine Triade. Er trug eine altägyptische Doppelkrone mit Wulst und Uräus und hatte große Ohren, ein Merkmal der Herrschaftlichkeit. Des Weiteren trug er einen Götterbart. Sein meroitischer Name war wahrscheinlich Sabomakal, was in der altägyptischen Sprache zu Sebiumeker wurde.